# 赤木顕次
赤木 顕次（あかぎ けんじ、1891年(明治24年) - 1959年(昭和34年)）は、日本の宗教家、PL教団祐祖。日本三大寮歌である北海道大学恵迪寮の明治45年寮歌「都ぞ弥生」の作曲者。北海道小樽市出身。

## 人物
1891年、小樽市の医者の家に生まれる。生まれつき耳が遠かったものの、ハーモニカの名手であった。京北中学校から北海道大学農学部に進学した。
1912年、日本三大寮歌のひとつとなる、北海道大学恵迪寮の明治45年寮歌「都ぞ弥生」を寮の同室であった横山芳介が作詞し、赤木が作曲した。
都ぞ弥生の作歌活動のために一年留年し、1917年（大正6年）に、畜産科を卒業した。
卒業後、東京、広島で食品化学会社研究員、東京帝国書院で教科書編集、中学教師と勤める。1930年（昭和5年）2月にPL教団の前身となる新興宗教団体「ひとのみち」にて准教祖の一人となる。1938年（昭和13年）に不敬罪のため教団は解散したが、その後、PL教団の結成に関わる。
1951年（昭和26年）には神霊下附式が執り行われ、PL教団の祐祖となる。
2013年5月、恵迪寮明治45年寮歌「都ぞ弥生」を作ったエピソードが恵迪寮同窓会と北海道放送によってドキュメンタリードラマ化され、放送された。

## 来歴
- 1891年 - 小樽市で生誕。
- 1912年 - 恵迪寮明治45年寮歌「都ぞ弥生」作曲。
- 1917年 - 北海道帝国大学卒業。
- 1930年2月 - 新興宗教団体「ひとのみち」准教祖に就任。
- 1951年5月26日 - PL教団祐祖に就任。
- 1959年 - 逝去。